# 先
先 (avant, précédent) est un kanji composé de 6 traits et fondé sur 儿. Il fait partie des kyōiku kanji de 1re année.
Il se lit セン (sen) en lecture on et さき (saki) ou ま (ず) (ma[zu]) en lecture kun.

## Exemples
- 先生 (sensei) : professeur (avec le sens de maître, forcément plus âgé : « qui a vécu avant »).
- 先週 (senshū) : la semaine dernière (週 : semaine).